# مركز الخالدي الطبي
يعتبر مركز الخالدي الطبي أحد أبرز المستشفيات المختصة بأمراض القلب والتخصصية الشاملة في الأردن. وهو مؤسسة طبية خاصة، وقد أختارته الهيئة الملكية للدراسات الصحية لوضع الأجندة الوطنية التي دعى إليها الملك عبد الله الثاني بن الحسين لتمهيد الطريق أمام صناعة الرعاية الصحية في الأردن على مدى العشرين عاماً المقبلة.

## تاريخ المركز
تأسس مركز الخالدي الطبي في الأصل عام 1978 على يد الدكتور إبراهيم الخالدي كمستشفى متخصص بالولادة.

## الإدارات والمرافق
- وحدة القلب
- وحدة التشخيص بالأشعة
- وحدة تشخيص وعلاج الأورام
- وحدة الإخصاب والوراثة
- وحدة طب الجهاز الهضمي
- الجراحة العامة والتنظير
- قسم الأنسجة المرضية وعلم الخلايا
- وحدة معالجة الجلطات الدماغية
- وحدة غسيل الكلى
- مركز الخالدي للعيون
- قسم المختبرات
- وحدة تفتيت الحصى
- مركز الاستشارات الغذائية
- العظام وجراحة العمود الفقري

## روابط خارجية
- الموقع الرسمي